# يوسف الزهراني
يوسف إبراهيم الزهراني لاعب كرة قدم سعودي ، يلعب في خط الدفاع في نادي العين.

## مسيرة اللاعب
لعب في نادي العين ونادي الساحل ونادي العروبة ونادي النجمة ونادي الشعلة.